# La Bandera Federal
La Bandera Federal (Madrid, 1910), también conocido como Diario de Alianza Republicana, fue un periódico español de tirada semanal (se publicaba los martes, jueves y sábados) con sede en la calle Tetuán número 20 de Madrid, defensor de la conjunción republicano socialista y activo durante las primeras décadas del siglo XX.
La tendencia editorial de La Bandera Federal alentaba la libre expresión de artículos de opinión que versaban en relación con la defensa de los ideales emancipatorios propios de la ideología socialista. La difusión del periódico alcanzó el extranjero siendo frecuente su distribución en Portugal y Gibraltar.